# Любий друг (фільм)
«Любий друг» (фр. Bel Ami) — фільм-адаптація однойменного роману Гі де Мопассана.

## У ролях
- Роберт Паттінсон — Жорж Дюруа
- Ума Турман — Меделін Форестер
- Крістін Скотт Томас — Вірджині Руссет
- Крістіна Річчі — Клотильда де Марелль
- Колм Міні — Руссет
- Філіп Ґленістер — Чарльз Форестьєр
- Голлідей Грейнджер — Сюзанна
- Наталія Тена — Рейчел